# Карникс
Карникс — духовой инструмент кельтов железного века, использовавшийся между 300 до н. э. и 200 н. э. годами. Это была разновидность бронзовой трубы, вертикально направленной, с раструбом в виде головы животного, например кабаньей. Он использовался во время сражений, вероятно, для отдачи сигнала к атаке воинам и устрашения противника.

## Этимология
Слово «carnyx» происходит от галльского корня — «carn-» или «cern-», что означает «рог» или «(оленьи) рога», того же, что в имени бога Кернунна. Название инструмента римского происхождения, изначальное, кельтское, название неизвестно. Даже под пыткой кельты не выдавали название инструмента римлянам.

## Исторические источники

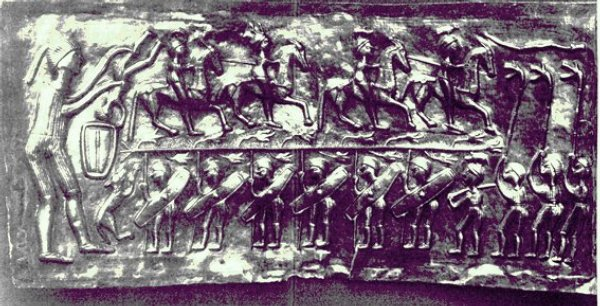
Трое играющих на карниксах, изображённые на пластине E котла из Гундеструпа

### Изображения в скульптуре
Внешний облик инструмента известен по чеканке на монетах. Одним из наиболее известных изображений является сцена инициации, отражённая на одной из пластин котла из Гундеструпа.

### Письменные упоминания
Название инструмента известно из римских письменных источников — карниксы упоминаются в описании нападения кельтов на Дельфы в 279 году до н. э., а также в «Записках о галльской войне» Юлия Цезаря и в автобиографии Клавдия при описании его вторжения в Британию.
Ниже греки описывают инструмент кельтов как (натуральную) трубу-сальпингу (др.-греч. σάλπιγξ). Диодор Сицилийский примерно в 60-30 годах до н. э. писал следующее:

«К тому же трубы их по-варварски необычайны; трубя в них, они
издают неприятный звук, который так хорошо сочетается с грохотом сражений.»
Оригинальный текст (др.-греч.)σάλπιγγας δ´ ἔχουσιν ἰδιοφυεῖς καὶ βαρβαρικάς· ἐμφυσῶσι γὰρ ταύταις καὶ προβάλλουσιν ἦχον τραχὺν καὶ πολεμικῆς ταραχῆς οἰκεῖον.— Διόδωρος Σικελιώτης. 30 // Ιστορική Βιβλιοθήκη. — Vol. Ε'.
Полибий описывает следующим образом, как войска кельтов в

битве при Теламоне устрашали римлян:

«…с другой стороны, кельты пугали их боевым строем и шумом. Действительно, число трубачей и свирельщиков было у них невообразимо велико, а когда всё войско разом исполняло боевую песню, поднимался столь сильный и необыкновенный шум, что не только слышались звуки свирелей и голоса воинов, но звучащими казались самые окрестности, повторявшие эхо..»
Оригинальный текст (др.-греч.)"τούς γε μὴν Ῥωμαίους τὰ μὲν εὐθαρσεῖς ἐποίει τὸ μέσους καὶ πάντοθεν περιειληφέναι τοὺς πολεμίους, τὰ δὲ πάλιν ὁ κόσμος αὐτοὺς καὶ θόρυβος ἐξέπληττε τῆς τῶν Κελτῶν δυνάμεως. ἀναρίθμητον μὲν γὰρ ἦν τὸ τῶν βυκανητῶν καὶ σαλπιγκτῶν πλῆθος. οἷς ἅμα τοῦ παντὸς στρατοπέδου συμπαιανίζοντος τηλικαύτην καὶ τοιαύτην συνέβαινε γίνεσθαι κραυγὴν ὥστε μὴ μόνον τὰς σάλπιγγας καὶ τὰς δυνάμεις, ἀλλὰ καὶ τοὺς παρακειμένους τόπους συνηχοῦντας ἐξ αὑτῶν δοκεῖν προΐεσθαι φωνήν."— Πολύβιος. 29 // Ιστορίαι. — Vol. β.

### Археологические находки

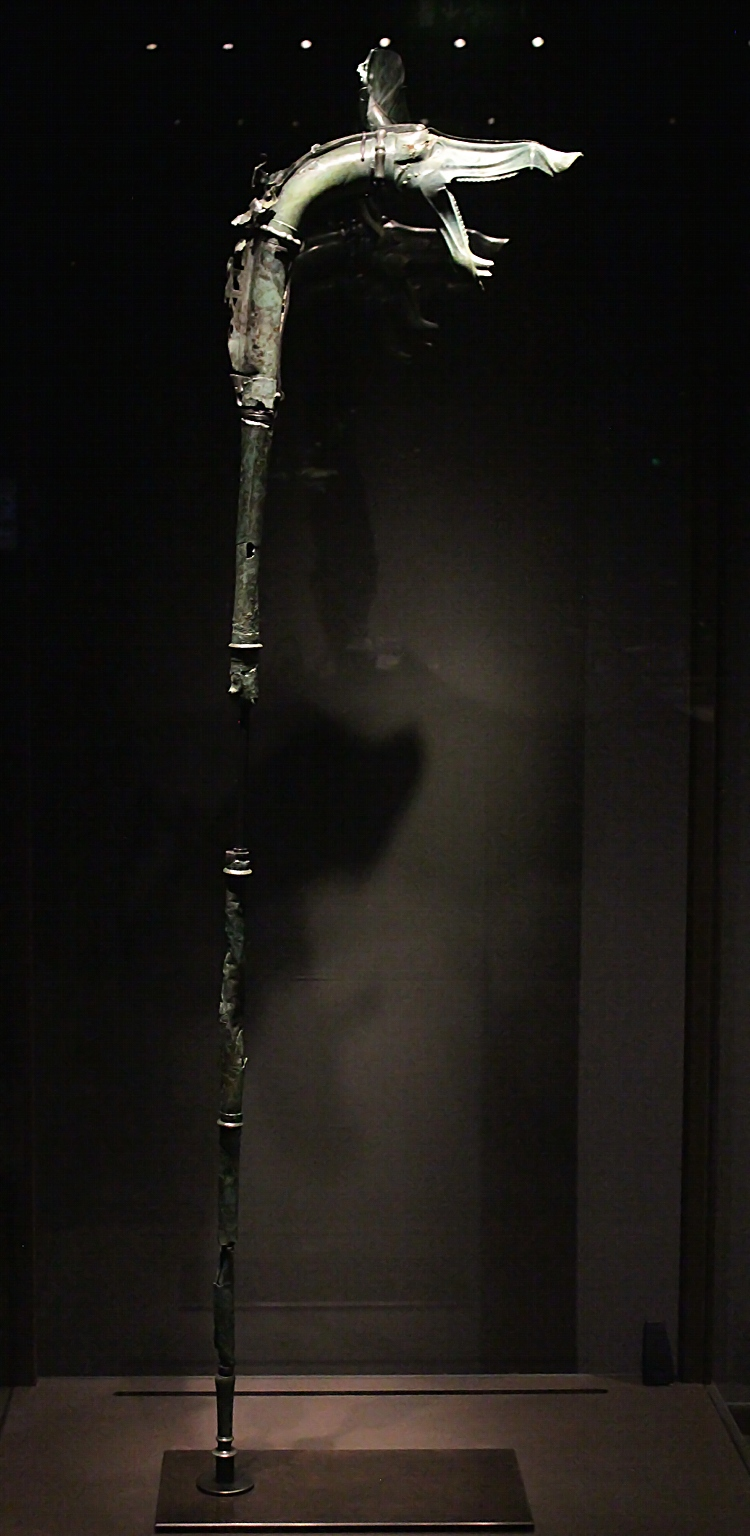
Один из карниксов, найденных в святилище Тинтиньяка

В 1816 году на шотландской ферме Лейтчестаун в Дескфорде, Банфшир, был найден хорошо сохранившийся образец карникса. Первоначально он был передан в дар музею Банффа, и сейчас экспонируется в Национальном музее Шотландии из запасников хранилища Абердинширского музейного ведомства. Место, где был найден карникс, и его возраст позволяют предположить, что инструмент использовался не только при сражениях, но и в мирное время — при проведении различных церемоний.
До 2004 года сохранившимися были фрагменты только ещё четырёх карниксов, но в ноябре 2004 года археологи обнаружили пять хорошо сохранившихся карниксов I века до н. э. под галло-римским святилищем (fanum (фр.)) в Тинтиньяк[проверить перевод] (Коррез, Франция). У четырёх навершия в виде головы кабана, у пятого, вероятно, змеи.

## Реконструкция
Реконструкция дескфордского карникса была предложена д-ром Джоном Парсером (John Purser (англ.)) и была начата в 1991 году при совместном финансировании Glenfiddich Living Scotland Award и Национального музея Шотландии. В дополнение к Джону Парсеру, как музыковеду, в реконструкции инструмента приняли участие археолог Фрезер Хантер (Fraser Hunter), мастер по серебру Джон Крид (John Creed) и тромбонист Джон Кенни (John Kenny (англ.)). Спустя многие века молчания, восстановленный инструмент нарушил его в Национальном музее Шотландии в апреле 1993 года.
Став первым спустя долгое время, кто играл на карниксе, Джон Кенни с того момента проводит лекции и выступает по всему миру — в концертных залах, на радио и телевидении, а также снимается в документальных фильмах. В настоящее время им создано много композиций для карникса, выпущенные семью музыкальными альбомами на компакт-дисках, и 15 марта 2003 года он выступал с сольным концертом перед аудиторией в 65000 человек в зале Stade De France, Париж.